# بسميس 24-1
تجمع بسميس 24 والنجم بسميس 24-1 في الفلك (بالإنجليزية:Pismis 24-1 أو HDE 319718) هو تجمع نجمي مفتوح يوجد في سديم إن جي سي 6357 الذي يبعد عنا نحو 8150 سنة ضوئية ويتبع مجرتنا، مجرة درب التبانة. والنجم بسميس 24-1 هو أحد أشد النجوم ضياء ويغلب ضوؤه ضياء معظم نجوم التجمع، وهو في نفس الوقت أحد أكبر النجوم كتلة .
تبين صور حديثة ب تلسكوب هابل الفضائي أن النظام بسميس 24-1 ربما يتكون من ثلاثة نجوم ، يسمى أحدهم بسميس 24-SW 1 والنجمان الآخران فهما يشكلان نجما ثنائيا بسميس 24-1 NE . ويعتبر بسميس 24-SW 1 عملاق عظيم أزرق وربما يكون في مرحلة من عمرة يمر خلالها ليصبح متغير أزرق شديد الضياء .
وتعتبر كتلة كل من هذان التجمعان وكذلك النجم القريب منهما بسميس 24-17 نحو 100 كتلة شمسية وهي كتل غاية في الكبر ولكنها تقل عن حد إدنجتون الذي يمثل أقصى كتلة يمكن أن يصلها نجم .
يوجد هذا التجمع النجمي في كوكبة العقرب ، ويقدر عمر النجم منهم عدة ملايين من السنين.

## صور
|  |  |

## وصلات خارجية
- Massive Stars in Open Cluster Pismis 24 , 2006 December 19